# Le Piège d'amour
Pour plus de détails, voir Fiche technique et Distribution.
Le Piège d'amour (The Love Trap) est un drame américain réalisé par William Wyler, sorti en 1929.

## Synopsis
Dans la même journée, Evelyn Todd, une charmante danseuse de revue, perd tout ses biens. D'abord son travail puis son appartement. Désespérée et à la rue, elle est secourue par Paul Harrington, un jeune homme de bonne famille qui l'embarque avec ses affaires dans son taxi. Elle tombe amoureuse de lui et les deux se marient. Elle comprend très vite qu'il n'est pas un chauffeur de taxi mais un riche homme d'affaires. Mais Evelyn est très mal reçue par la famille fortunée de Paul. Elle la suspecte de n'être qu'une croqueuse de diamants... 

## Fiche technique
- Titre original : The Love Trap
- Titre français : Le Piège d'amour
- Réalisation : William Wyler
- Scénario : Edward J. Montagne, John B. Clymer, Clarence Marks, Clarence Thompson et Albert DeMond
- Montage : Edward Curtiss et Harry Marker
- Musique : Joseph Cherniavsky
- Photographie : Gilbert Warrenton
- Société de production et de distribution : Universal Pictures
- Pays de production :  États-Unis
- Format : Noir et blanc - 35 mm - 1,37:1 - Son : Mono
- Genre : drame
- Durée : 71 minutes
- Date de sortie : 
  - États-Unis : 4 août 1929

## Distribution
- Laura La Plante : Evelyn Todd
- Neil Hamilton : Paul Harrington
- Robert Ellis : Guy Emory
- Jocelyn Lee : Bunny
- Norman Trevor :  le juge Harrington
- Clarissa Selwynne : Mme Harrington
- Rita La Roy : Mary Harrington